# Chelonus mellipes
Chelonus mellipes är en stekelart som först beskrevs av Vladimir Ivanovich Tobias 1990.  Chelonus mellipes ingår i släktet Chelonus och familjen bracksteklar. Inga underarter finns listade i Catalogue of Life.